# Per Digerud
Per Digerud (25 de julho de 1933 — 13 de agosto de 1988) foi um ciclista norueguês que, em 1960, 1961 e 1964, venceu o Campeonato da Noruega de Ciclismo em Estrada.
Nos Jogos Olímpicos de Verão de 1960 em Roma, competiu representando Noruega na prova de estrada (individual), terminando na 71ª posição.
É irmão de Geir Digerud.